# مسجد العيساوية التاريخي (الجوف)
مسجد العيساوية؛ هو مسجد تاريخي يقع وسط مركز العيساوية التابع لمنطقة الجوف، شمال المملكة العربية السعودية وقد شيد سنة 1375هـ الموافق 1955 م .

## الموقع
يقع المسجد وسط مركز العيساوية التابع لمنطقة الجوف، الذي يبعد نحو 90 كيلو مترًا شرق محافظة القريات، ونحو 40 كيلو مترًا غرب مركز طبرجل على الطريق الدولي.

## المعمار
يتميز مسجد العيساوية ببنائه على طراز معماري فريد، إذ بُني من الحجر الأسود، وسقفه من الخرسانة، وتبلغ مساحته الكلية نحو 284 مترًا مربعًا ويتسع لنحو 85 مصليًا، ويتكون من بيت للصلاة، وفناء مكشوف، ومصلى للنساء، ودورات للمياه، وللمسجد مدخلان في الواجهتَين الشرقية والغربية.

## أئمة المسجد
من أبرز أئمة ومؤذني المسجد، الشيخ محسن النصار الشراري، وشايع الرباح الذي كان أميرًا للمركز، وابنه السعدي الذي تولى الإمارة بعد والده، والشلوفي شتواي، وعازم غمران الشراري الذي ظل في إمامة المسجد نحو 20 عامًا، وهريسان عليان الشراري الذي كان مؤذنًا للمسجد.

## ترميم المسجد
تم تسجيل مسجد العيساوية من ضمن مشروع الأمير محمد بن سلمان لتطوير المساجد التاريخية بالمملكة العربية السعودية - المرحلة الأولى- .